# Salat Magrib
La Magrib (en árabe: صَلَاةُ المَغْرِب‎, romanizado: ṣalātu al-maḡrib, lit. 'Oración del ocaso') es la cuarta azalá diaria del Islam, que se ofrece posterior al ocaso. La palabra magrib es un término árabe que significa 'ocaso, puesta (del sol)'; de la palabra gharaba, 'ponerse, esconderse' (pero no se usa para la puesta de la luna). 

## Oración magrib
La magrib es la cuarta de las cinco oraciones diarias preceptivas (salat). El salat en su conjunto es uno de los cinco Pilares del Islam en el sunismo y uno de los diez Furoo-ul-deen, de acuerdo al chiismo. Es una oración de 3 rak'ah y se recita en voz alta. La que sigue a la magrib es la Isha'a.
En ambas corrientes del Islam, la magrib tiene tres rak'ah obligatorias (fard). La magrib también es la oración más rápida que los musulmanes deben recitar, debido al poco período de tiempo que tienen para hacerlo. 
La magrib también indica el final del ayuno diario obligatorio durante el mes sagrado de Ramadán. 